# Nachal Joreš
Nachal Joreš (hebrejsky: נחל יורש) je vádí v Judských horách a pahorkatině Šefela v Izraeli.
Začíná v nadmořské výšce okolo 400 metrů západně od vesnice Nechuša nedaleko od hranic Západního břehu Jordánu, v kopcovité a řídce zalidněné krajině. Směřuje pak k severozápadu mírně se zahlubujícím údolím, jehož svahy pokrývá souvislý lesní komplex a po jehož dně vede lokální silnice, která pak ústí do dálnice číslo 38. Vádí zde ze severovýchodu míjí horu Har Joreš. Dálnice číslo 38 sleduje vádí v následujícím úseku, kdy se jeho směr mění na severní. Míjí z východu hřeben Ramat Avišur. Poblíž pahorku Giv'at Šama západně od vesnice Cafririm vádí ústí zleva do toku Nachal Chachlil.